# Marphysa purcellana
Marphysa purcellana är en ringmaskart som beskrevs av Willey 1904. Marphysa purcellana ingår i släktet Marphysa och familjen Eunicidae. Inga underarter finns listade i Catalogue of Life.